# Simon II d'Alexandrie
Simon II d'Alexandrie est un  patriarche copte d'Alexandrie en 830

## Contexte
Né dans une famille noble de chrétiens d'Alexandrie, Simon, très pieux, après avoir étudié les textes sacrés  de l'église dans sa jeunesse  décide de devenir moine au Monastère Saint-Macaire de Scété, où il devient très proche de son futur prédécesseur l'Abbé Jacques. Sa piété et sa vie ascétique le font appeler au Caire par Marc II lorsqu'il accède au patriarcat   
Lorsqu'à la mort de Marc II, Jacques  accède à son tour au patriarcat il garde Simon auprès de lui . À la mort de Jacques les évêques et prêtres présents l'élisent unanimement comme son successeur. Il succède donc au Patriarche Jacques et siège pendant 5 mois et demi du 17 avril 830 au 30 septembre 830 date de sa mort dans l'année 822 du Calendrier copte. Après sa disparition le siège patriarcal reste vacant pendant une année et 47 jours